# Schoolmeesterstraat
De Schoolmeesterstraat in een straat in Amsterdam-West.
De straat is per raadsbesluit van 7 januari 1981 vernoemd naar Gerrit van de Linde, een 19e-eeuwse schrijver die het pseudoniem De Schoolmeester gebruikte. Meerdere straten in deze buurt zijn vernoemd naar schrijvers, maar dan wel bijna een eeuw eerder. De Kinkerbuurt waarin deze straat ligt, werd eind 19e eeuw ingericht. De toen gebouwde woningen in revolutiebouw voldeden in de jaren tachtig niet meer aan de eisen (sommige waren onbewoonbaar verklaard). Een deel van de wijk ging bloksgewijs tegen de vlakte. Niet alleen voldeden de woningen niet meer, ook het stratenpatroon met haar nauwe straatjes voldeed niet meer. Bij herinrichting van de wijk ontstond deze nieuwe straat.
De bebouwing dateert uit de periode 1983 toen hier druk gebouwd werd. De straat begint als dwarsstraat van de Borgerstraat en eindigt op de (Jacob van Lennep-)kade van het Jacob van Lennepkanaal. Daarbij valt op dat aan de oneven kant van de straat de straat begint met louter achtergevels van woningen die aan een hofje liggen.
Een gedicht van De Schoolmeester is te horen in het kunstwerk Muur van de dichters, geplaatst in de Nicolaas Beetsstraat.  